# Baskin (sport)
Il baskin è uno sport di squadra, giocato da persone con disabilità e normodotati insieme. Il termine "baskin" è l'unione di "basket" e "inclusivo". Le regole e i campionati sono gestiti da EISI (Ente Italiano Sport Inclusivi).
Questo sport trae origine dal basket e ne mantiene lo scopo del gioco, cioè segnare più punti della squadra avversaria. Ogni squadra è composta sia da giocatori disabili che non disabili (normodotati), ciascuno dei quali è portato ad esprimersi al massimo delle sue capacità insieme ai compagni. Possono partecipare sia persone con disabilità mentali, sia persone con disabilità fisiche, sia persone senza nessun tipo di disabilità. Anche tra i normodotati ci possono essere giocatori di pallacanestro, sportivi provenienti da altre discipline e persone meno abituate allo sport. Le squadre sono miste anche dal punto di vista del sesso e dell'età. Tutto ciò è possibile grazie ad un ingegnoso sistema di regole, pensato per adattarsi ai giocatori. 

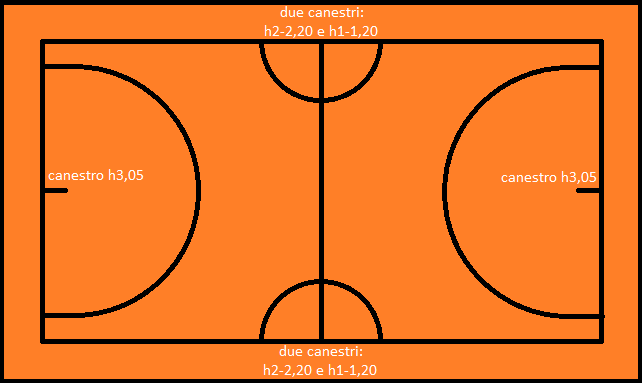
Schema semplificato di un campo da baskin. Alle due aree tradizionali del basket si aggiungono due aree laterali, per un totale di sei canestri posti ad altezze diverse.

## Regole di gioco
Il gioco viene revisionato periodicamente, ma le differenze principali con la pallacanestro possono essere riassunte nei punti seguenti.
- Presenza di quattro aree di attacco/difesa. Alle due aree standard vengono aggiunte due aree più piccole tracciate a metà dei lati lunghi del campo e dette aree laterali. Ogni area laterale ospita due canestri di diversa altezza, quindi i canestri totali sono sei. Ciascuna squadra può attaccare sia l'area tradizionale frontale che l'area laterale destra, rendendo il gioco molto dinamico.

- Presenza in campo di sei giocatori. Uno di questi, detto pivot, sosta nell'area laterale destra e attende che un compagno di squadra riesca a superare la difesa avversaria ed entrare nell'area per portargli la palla. A questo punto il gioco si ferma e il pivot tira al canestro laterale (quello più alto o quello più basso, a seconda delle sue capacità). Il pivot ha ridotte capacità motorie, per esempio può avere una disabilità che lo vincola a stare seduto, o potrebbe essere un soggetto autistico con difficoltà a gestire le dinamiche in campo.

- Ruoli diversificati a seconda delle capacità. Esistono cinque ruoli di gioco: il ruolo 5 è un soggetto con ottime capacità motorie; il ruolo 4 è un soggetto con buone capacità motorie, che non ha familiarità con la pallacanestro, può essere sia normodotato che disabile; il ruolo 3 è un soggetto con alcune difficoltà motorie che comunque gli consentono di correre lungo il campo fermando il palleggio, di gestire i passaggi e il tiro, per esempio può avere una menomazione fisica o la sindrome di down; i ruoli 1 e 2 infine sono i pivot, di cui si è già parlato. I ruoli 3, 4 e 5 si muovono nel campo e tirano nel canestro frontale oppure entrano in area laterale per consegnare palla al pivot. La regola fondamentale è che i giocatori appartenenti ad un ruolo possono marcare solo quelli di ruolo pari o superiore. Inoltre i ruoli 5 uomini non possono stoppare i ruoli 5 donne.

- Altre regole. Ogni squadra deve schierare obbligatoriamente un pivot, almeno un ruolo 3, almeno due ruoli 5 e almeno una donna tra i ruoli 4 e 5. La somma dei numeri di ruolo in campo non deve superare il valore 23; per esempio un è "2, 3, 4, 4, 5, 5" o "2, 3, 3, 5, 5, 5" o anche "1, 3, 4, 5, 5, 5". Una partita è divisa in quattro tempi da otto minuti ciascuno. Ogni ruolo 5 ha a disposizione al massimo tre tiri per tempo, mentre i giocatori di altri ruoli possono realizzare tre canestri a testa per tempo.

L’assegnazione del ruolo ad un giocatore è decisa in base a specifici test ed una commissione tecnica può valutarne l’idoneità durante le partite. Il ruolo di un giocatore non è fisso nel tempo e, in diversi casi, sia per i disabili che per i normodotati, è possibile salire di ruolo con l’allenamento.

## Origine e diffusione
Il baskin fu inventato nel 2003 a Cremona in contesto scolastico. I suoi fondatori sono Antonio Bodini e l'insegnante di educazione fisica Fausto Capellini. Questo sport è nato per evitare i pietismi e per dare a tutti il diritto di esprimersi al meglio, con l'idea che solo così si può realizzare la vera integrazione. Ciascun giocatore è fondamentale per la squadra e l'agonismo mette in moto le capacità di tutti, rendendo il baskin uno sport a tutti gli effetti. A differenza di altri sport però le fragilità sono necessarie alla vittoria quanto le eccellenze.
Nel 2006 si costituisce l’Associazione Baskin onlus che deposita il marchio del regolamento.
Nel 2007 il Comune di Cremona delibera "Cremona città del Baskin".
Il MIUR si impegna per la promozione del baskin nelle scuole, firmando un protocollo d'intesa con l'Associazione.
Il baskin si diffonde rapidamente anche in contesti extra-scolastici. Nel 2013 in Italia erano una quarantina le società sportive dilettantistiche che possedevano una squadra di baskin. Nel 2023 in Italia sono circa 200 e coinvolgono tutte le regioni. Questo sport è arrivato anche oltre confine, in Francia, Spagna, Grecia, Serbia, Germania, Portogallo, Regno Unito, Belgio, Lussemburgo e Senegal.
In molte delle regioni coinvolte si tiene un campionato regionale a cadenza annuale, mentre ogni due anni si disputa il campionato italiano di baskin (il prossimo nel 2026). Vengono organizzati vari tornei nazionali e internazionali.
La parte sportiva del baskin è gestita dall'EISI.
L'EISI (Ente Italiano Sport Inclusivi) è un Ente di Promozione Paralimpica riconosciuto dal Comitato Italiano Paralimpico (CIP)
. In occasione dell'arrivo del baskin in Sardegna, un referente del Comitato ha ipotizzato "a breve una sua investitura ufficiale, che gli permetterà di entrare a far parte a tutti gli effetti della grande famiglia CIP".